# Heinrich Bertsch

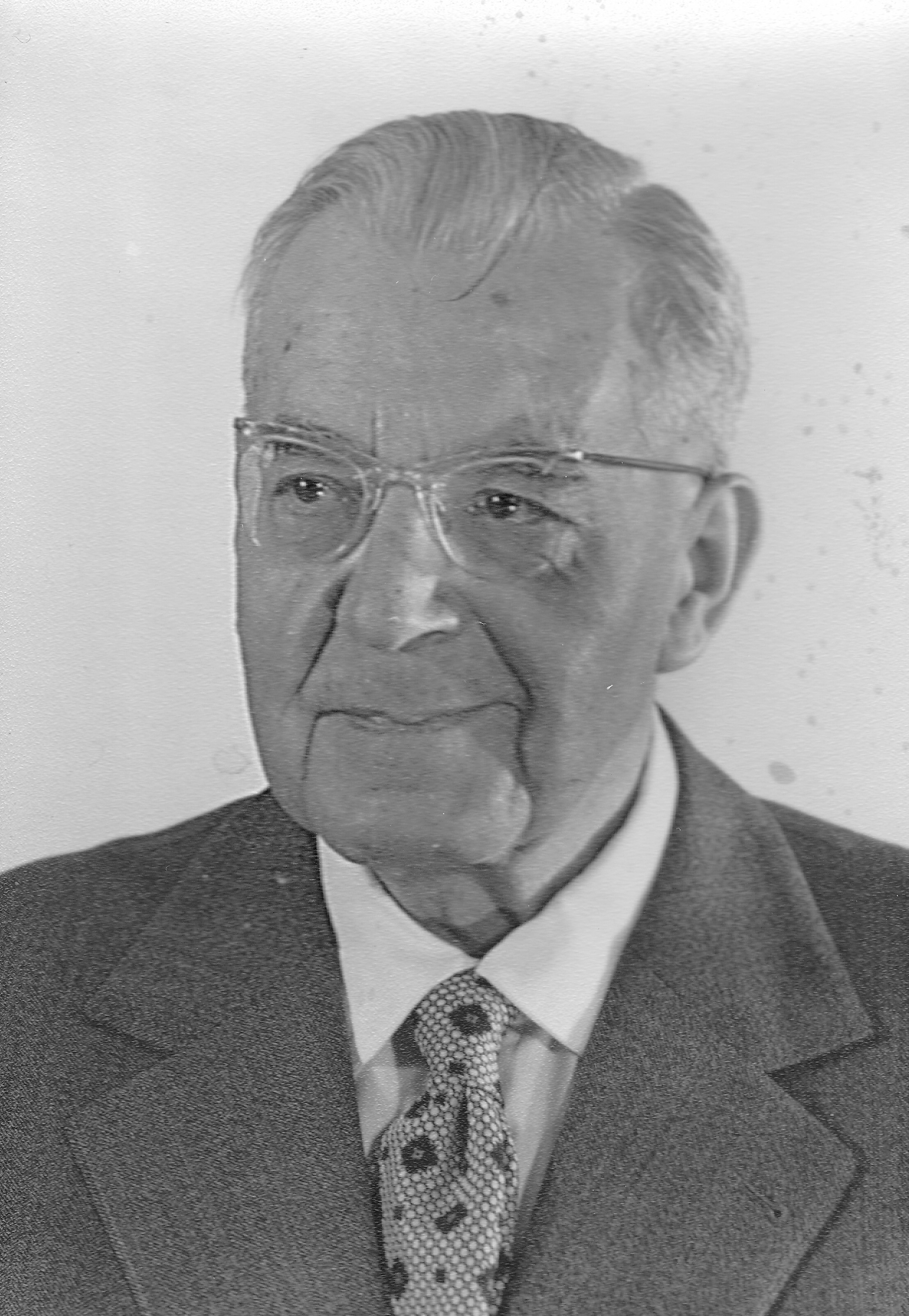
Heinrich Bertsch

Heinrich Gottlob Bertsch (* 11. Januar 1897 in Rosenfeld, Württemberg; † 19. März 1981 in Berlin) war ein deutscher Chemiker, Industriemanager und Hochschullehrer. Er gilt als Erfinder des ersten vollsynthetischen Waschmittels der Welt.

## Leben

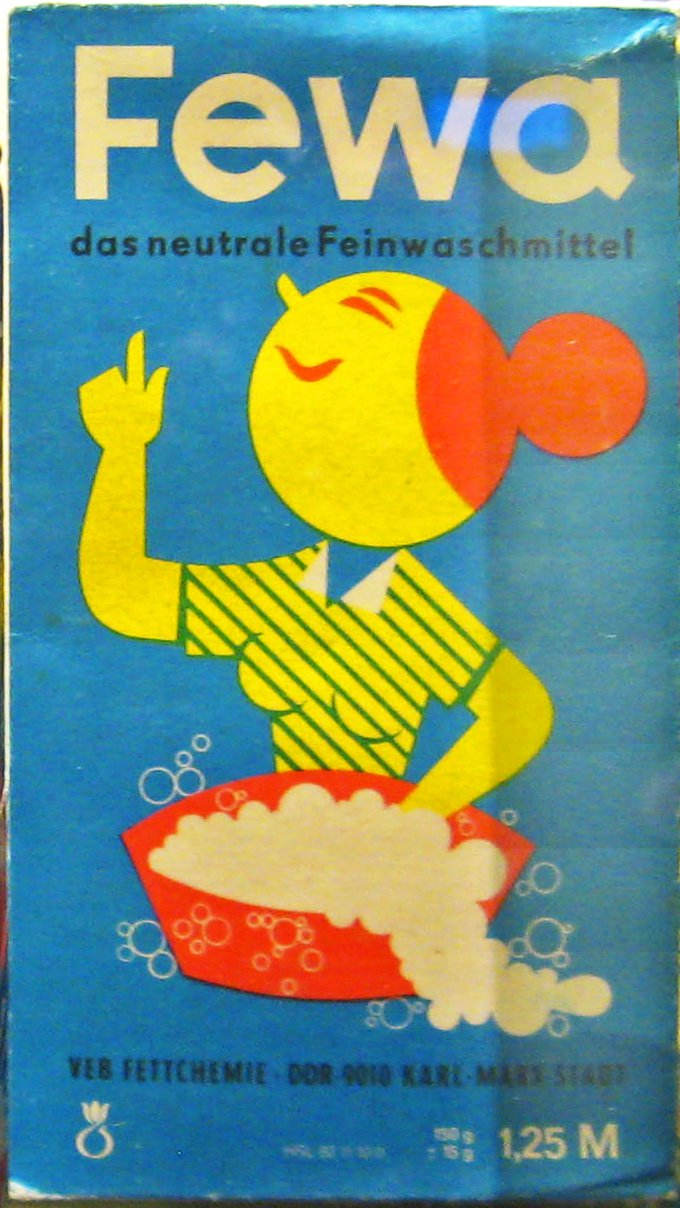
Fewa-Waschmittelkarton

Der Sohn eines Volksschullehrers besuchte die Oberrealschule in Ludwigsburg, wo er 1916 das Abitur ablegte. Nach dem Kriegsdienst im Ersten Weltkrieg studierte er ab 1919 Chemische Technologie an der Technischen Hochschule Stuttgart. Er schloss das Studium mit der Diplom-Hauptprüfungprüfung 1921 ab und promovierte 1922 zum Doktor-Ingenieur (Dr.-Ing.). Nach ersten Anstellungen in Stuttgart und Dresden (Deutsche Dégras-AG) trat er am 1. August 1924 eine Stelle als Chemiker bei der H. Th. Böhme AG in Chemnitz an und forschte dort zunächst auf dem Gebiet der Textilhilfsmittel. 1927 erhielt er Prokura und wurde zum Chefchemiker ernannt.
1928 konnte Bertsch die Herstellung und Verwendung höhermolekularer Alkylsulfate als waschaktive Substanzen zum Patent anmelden. Darauf basierend wurde mit Fewa das erste Feinwaschmittel und zugleich das erste neutrale vollsynthetische Waschmittel der Welt produziert. Der große Erfolg von Fewa führte 1935 zum Einstieg des Henkel-Konzerns bei Böhme und zur Gründung der Böhme Fettchemie GmbH, deren Vorstand Bertsch fortan angehörte, ehe er im Oktober 1941 in den Vorstand von Henkel & Cie. wechselte. Dort war er mit der Leitung der mitteldeutschen Werksgruppe von Henkel betraut, zu der neben dem Chemnitzer Unternehmen Böhme Fettchemie GmbH auch das 1923 in Betrieb genommene Persil-Werk in Genthin und die Deutsche Hydrierwerke AG in Rodleben gehörten.
Nach dem Krieg blieb Bertsch als einziger führender Henkel-Manager in der sowjetischen Besatzungszone (SBZ) und trat der KPD bei. Er übernahm die Leitung des Chemnitzer Werks und 1946 auch die der gesamten nach dem Volksentscheid in Sachsen verstaatlichten Chemie-Industrie in Sachsen. Anfang 1949 stieg er zum Leiter der Hauptverwaltung Chemie der Deutschen Wirtschaftskommission der SBZ auf, ab 1950 in gleicher Funktion beim Minister für Industrie der DDR.
Ebenfalls im Jahr 1950 wurde Bertsch zunächst nebenamtlich zum Professor für chemische Technologie an der Humboldt-Universität zu Berlin ernannt. 1953 wurde er in die Deutsche Akademie der Wissenschaften (DAW) aufgenommen und war von 1954 bis zu seiner Pensionierung 1963 hauptamtlicher Direktor am Akademie-Institut für organische Chemie. 1958 wurde er zusätzlich Direktor des neugegründeten Instituts für Fettchemie, von 1965 bis 1969 war er Mitherausgeber des Chemischen Zentralblatts und von 1958 bis 1961 Direktor des Instituts für Dokumentation. Von 1957 bis 1963 war er außerdem Sekretär der Klasse für Chemie, Geologie und Biologie der Akademie der Wissenschaften.
Für seine Verdienste wurde Bertsch in der DDR mehrfach ausgezeichnet, u. a. mit dem Nationalpreis der DDR II. Klasse (1953) und dem Vaterländischen Verdienstorden in Silber (1959).